# Государственный административный совет
Государственный административный совет (бирм. နိုင်ငံတော်စီမံအုပ်ချုပ်ရေးကောင်စီ; сокращённо ГАС) — высший орган государственной власти Республики Союз Мьянма (военная хунта), учреждённый после государственного переворота 1 февраля 2021 года. В настоящее время состоит из 20 членов. 

## История
Государственный административный совет был сформирован Мин Аун Хлайном 2 февраля 2021 года в составе 11 членов после военного переворота в Мьянме в 2021 году. 3 февраля к Совету присоединились пять гражданских членов, а 17 марта — ещё одно гражданское лицо. 30 марта в состав Совета вошли военный и гражданское лицо. Всего по состоянию на конец августа 2021 года в состав Совета входили девять офицеров и десять гражданских лиц.
В преддверии и после государственного переворота военные предпринимали попытки привлечь на свою сторону политические партии, связанные с провоенной «Партией солидарности и развития Союза» (ПСРС). 14 августа 2020 года представители 34 провоенных партий встретились с Мин Аун Хлайном, чтобы получить от военных гарантии вмешательства в случае проблем с честностью предстоящих парламентских выборов. Замечания Мин Аун Хлайна во время встречи вызвали опасения, что военные угрожают устроить переворот.
По состоянию на конец августа 2021 года в число десяти гражданских членов ГАС входили восемь партийных политиков: Сай Лонг Хсэн и Шве Киин из ПСРС, Ман Ньен Маун из «Народная партия Карена», Тейн Нюнт из «Новой национальной демократической партии», Хин Мон Шве из «Национальных демократических сил», Ай Ну Сейн из «Араканской национальной партии», Баньяр Аун Мо из «Партии единства Мон» и Со Даниэль, бывший член «Демократической партии штата Кая». Хин Мон Шве и Тейн Нюнт были соучредителями «Национальной демократической силы», отколовшейся от «Национальной лиги за демократию» (НЛД), а Ман Ньен Маун был бывшим лидером «Каренского национального союза». Впоследствии все вышеперечисленные партийные политики, за исключением Ман Ньен Мауна, были исключены из состава Совета 1 февраля 2023 года.
Несколько организаций дистанцировались от гражданских членов ГАС. Так после назначения Ман Ньен Мауна, «Каренский национальный союз» отрёкся от него и вновь заявил о своём несогласии с военным переворотом. 4 февраля, на следующий день после назначения, «Демократическая партия штата Кая» исключила Со Даниэля из партии за сотрудничество с хунтой, и призвала военных соблюдать результаты парламентских выборов 2020 года.
5 февраля ГАС сформировал пресс-службу во главе с бригадным генералом Зо Мин Туном и заместителем Тетом Шве.

### Перестановки в правительстве
Совет уволил многих государственных служащих во многих государственных органах, включая Верховный суд, министерства союзного уровня, Совет Нейпьидо и Совет союзной гражданской службы. Он быстро назначил других людей, в том числе министров профсоюзов, мэров, руководителей агентств, членов Центрального банка Мьянмы, Совета гражданской службы профсоюзов, а также судей Верховного суда. 
8 февраля Государственный административный совет учредил новый Конституционный суд. 11 февраля он учредил государственные и региональные административные советы и их руководителей для 14 штатов и регионов Мьянмы. Совет также назначил военнослужащих для работы в советах самоуправляемых автономных зон страны.

## Члены совета[37][38][39]
Гражданскими лицами Государственного административного совета являются политики, в том числе Фадо Ман Ньен Маунг, бывший члена Центрального исполнительного комитета Национального союза Карен, два бывших члена Национальной лиги за демократию — Тейн Нюнт и Хин Мон Све, соучредители Национальной демократической силы, и Ай Ну Сейн, заместитель председателя Араканской национальной партии.
| №  | Фото | Имя                                  | Должность                                                          | Срок полномочий                  | Принадлежность                       |
| -- | ---- | ------------------------------------ | ------------------------------------------------------------------ | -------------------------------- | ------------------------------------ |
| 1  |      | старший генерал Мин Аун Хлайн        | Председатель Государственного административного совета             | 2 февраля 2021 — настоящее время | военный                              |
| 2  |      | заместитель старшего генерала Со Вин | Заместитель председателя Государственного административного совета | 2 февраля 2021 — настоящее время | военный                              |
| 3  |      | генерал-лейтенант Аун Линь Двэ       | Секретарь Государственного административного совета                | 2 февраля 2021 — настоящее время | военный                              |
| 4  |      | генерал-лейтенант Е Вин У            | Совместный секретарь Государственного административного совета     | 2 февраля 2021 — настоящее время | военный                              |
| 5  |      | генерал Мья Тун У                    | Член Государственного административного совета                     | 2 февраля 2021 — настоящее время | военный                              |
| 6  |      | генерал Тин Аун Сан                  | Член Государственного административного совета                     | 2 февраля 2021 — настоящее время | военный                              |
| 7  |      | генерал-лейтенант Мо Мьинт Тун       | Член Государственного административного совета                     | 2 февраля 2021 — настоящее время | военный                              |
| 8  |      | Ман Ньен Маун                        | Член Государственного административного совета                     | 2 февраля 2021 — настоящее время | Народная партия Карена               |
| 9  |      | генерал-лейтенант Со Тут             | Член Государственного административного совета                     | 30 марта 2021 — настоящее время  | военный                              |
| 10 |      | Шве Киин                             | Член Государственного административного совета                     | 30 марта 2021 — настоящее время  | Партия солидарности и развития Союза |
| 11 |      | генерал-лейтенант Яр Пьяэ            | Член Государственного административного совета                     | 8 февраля 2022 — настоящее время | военный                              |
| 12 |      | Вунна Маун Лвин                      | Член Государственного административного совета                     | 1 февраля 2023 — настоящее время | Партия солидарности и развития Союза |
| 13 |      | Двэ Бу                               | Член Государственного административного совета                     | 1 февраля 2023 — настоящее время |                                      |
| 14 |      | Порель Аун Тейн                      | Член Государственного административного совета                     | 1 февраля 2023 — настоящее время |                                      |
| 15 |      | Пугин Канглиан                       | Член Государственного административного совета                     | 1 февраля 2023 — настоящее время |                                      |
| 16 |      | Маун Ко                              | Член Государственного административного совета                     | 1 февраля 2023 — настоящее время |                                      |
| 17 |      | Аунг Чжо Мин                         | Член Государственного административного совета                     | 1 февраля 2023 — настоящее время |                                      |
| 18 |      | Чжо Тун                              | Член Государственного административного совета                     | 1 февраля 2023 — настоящее время |                                      |
| 19 |      | Кхун Сан Лвин                        | Член Государственного административного совета                     | 1 февраля 2023 — настоящее время |                                      |
| 20 |      | Ян Чжо                               | Член Государственного административного совета                     | 1 февраля 2023 — настоящее время |                                      |

### Бывшие члены
| № | Фото | Имя                    | Должность   | Срок полномочий                 | Принадлежность                            |
| - | ---- | ---------------------- | ----------- | ------------------------------- | ----------------------------------------- |
| 1 |      | генерал Маун Маун Кьяу | Член Совета | 2 февраля 2021 — 1 февраля 2023 | военный                                   |
| 2 |      | Тейн Нюнт              | Член Совета | 2 февраля 2021 — 1 февраля 2023 | Новая национальная демократическая партия |
| 3 |      | Хин Мон Шве            | Член Совета | 2 февраля 2021 — 1 февраля 2023 | Национальная демократическая сила         |
| 4 |      | Ай Ну Сейн             | Член Совета | 3 февраля 2021 — 1 февраля 2023 | Араканская национальная партия            |
| 5 |      | Джен Пхан Нау Хтаун    | Член Совета | 3 февраля 2021 — 1 февраля 2023 | беспартийный                              |
| 6 |      | Маун Ха                | Член Совета | 3 февраля 2021 — 1 февраля 2023 | беспартийный                              |
| 7 |      | Сай Лон Хсэн           | Член Совета | 3 февраля 2021 — 1 февраля 2023 | Партия солидарности и развития Союза      |
| 8 |      | Со Дэниэль             | Член Совета | 3 февраля 2021 — 1 февраля 2023 | беспартийный                              |
| 9 |      | Баньяр Аун Мо          | Член Совета | 17 марта 2021 — 1 февраля 2023  | Партия единства Мон                       |